# Nordostrundingen

Nordøstrundingen là một trong các điểm cực của Greenland

Nordostrundingen (tên bị lệch/sai từ tiếng Đan Mạch: Nordøstrundingen có nghĩa là làm tròn vùng Đông Bắc, tiếng Anh Northeast Foreland), là một mũi đất nằm ở cuối Đông Bắc Greenland. Về mặt hành chính, nó là một phần của Vườn quốc gia Đông Bắc Greenland.
Mũi đất này được đặt tên cho cuộc thám hiểm Đan Mạch giai đoạn 1906–1908.